# Elias Manoel
Pour les articles homonymes, voir Manoel.
Elias Manoel, né le 30 novembre 2001 à Campinas, est un footballeur brésilien jouant au poste d'attaquant au CD Santa Clara, en prêt de Botafogo FR.

## Biographie

### Carrière en club
Né à Campinas au Brésil, Elias Manoel est formé par le Grêmio Porto Alegrense, où il commence sa carrière professionnelle. Il joue son premier match avec l'équipe première du club le 30 mars 2021 en Campeonato Gaúcho.
Elias Manoel est prêté aux Red Bulls de New York en août 2022 jusqu'en décembre 2022, avec une option d'achat incluse dans le contrat.
Le 6 janvier 2023, il est définitivement transféré dans le club de Major League Soccer,.